# Proton Iriz

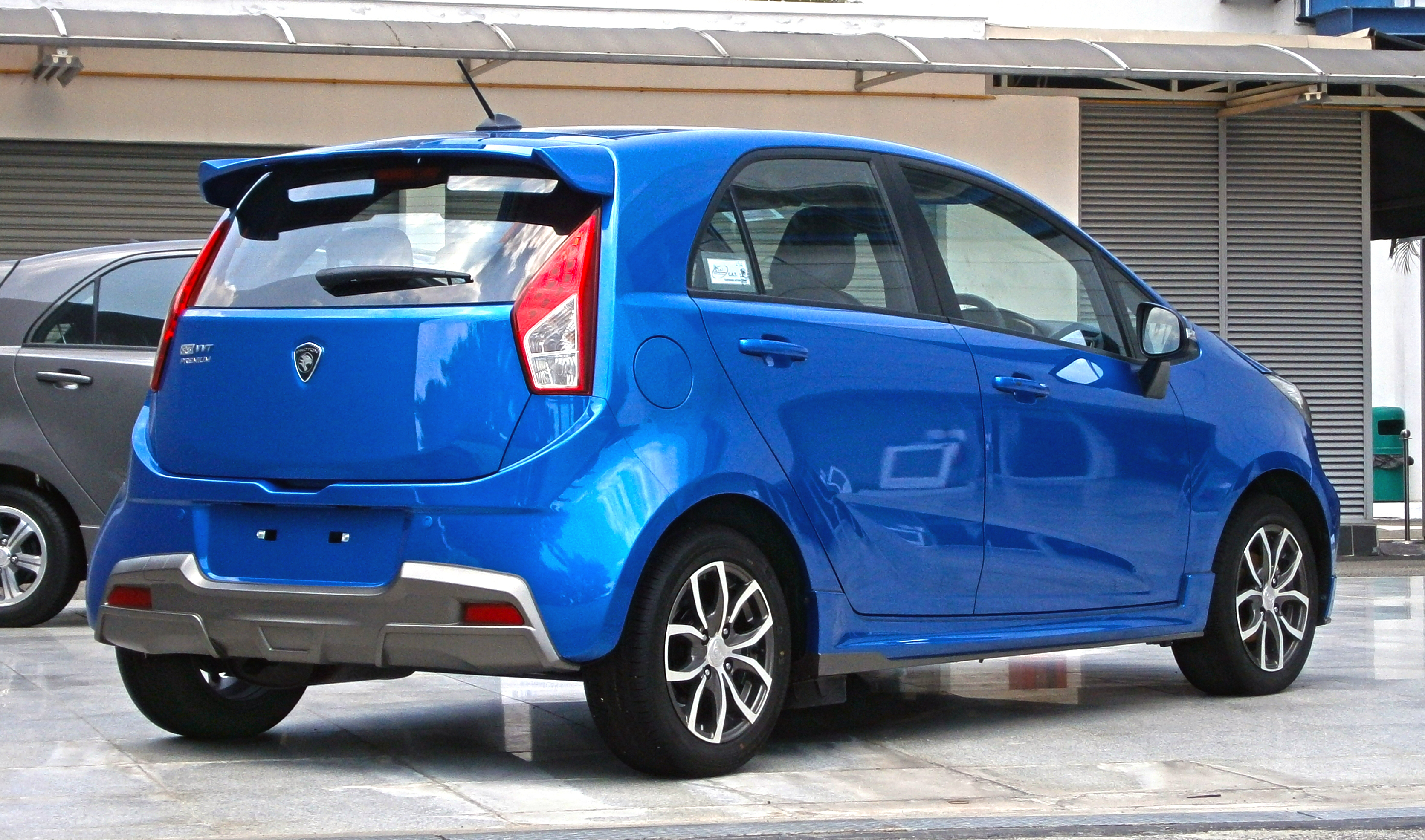
Proton Iriz (вид сзади)

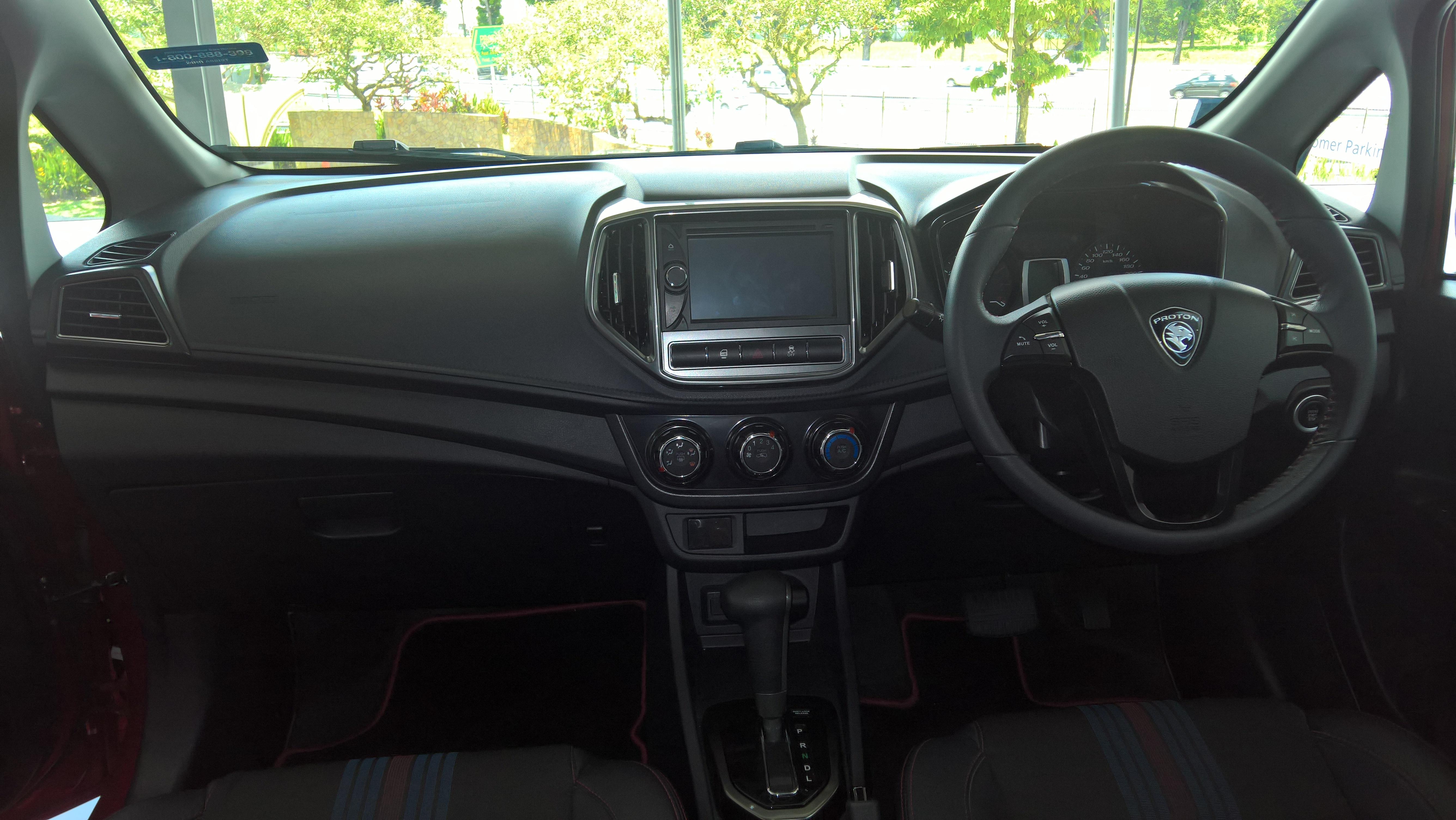
Место водителя

Proton Iriz (кодовое название P2-30A) — переднеприводной субкомпактный легковой автомобиль среднего класса, выпускающийся малайзийской компанией Proton Edar Sdr Holding с 25 сентября 2014 года. Пришёл на смену автомобилю Proton Savvy.

## История
Изначально серийное производство автомобиля Proton Iriz планировались весной 2014 года, однако оно было перенесено на осень того же года в связи с прохождением испытаний на 100000 км. Модель Proton Iriz представляет собой автомобиль, очень похожий на Proton Savvy, но с современной отделкой и комфортным салоном. На разработку автомобиля было потрачено 560 миллионов ринггитов. Рейтинг безопасности оценён на 5 звёзд[кем?].
С 18 февраля 2017 года автомобиль Proton Iriz производится в Индонезии (продажи состоялись в мае). В том же году автомобиль прошёл рестайлинг путём использования деталей от Proton Persona (BH).
В сентябре 2018 года был объявлен фейслифтинг автомобиля Proton Iriz, официально состоявшийся в феврале 2019 года. Теперь светотехника включается автоматически.
Второй рестайлинг автомобиля Proton Iriz был пройден 23 апреля 2019 года.
18 февраля 2021 года был налажен мелкосерийный выпуск спортивного автомобиля Proton Iriz R5, а 5 августа 2021 года автомобиль Proton Iriz прошёл второй фейслифтинг.